# Crystal Palace Football Club 2019-2020
Questa voce raccoglie le informazioni riguardanti il Crystal Palace Football Club nelle competizioni ufficiali della stagione 2019-2020.

## Maglie e sponsor
| Casa | Trasferta | Terza divisa |

- Sponsor ufficiale: ManBetX
- Fornitore tecnico: Puma

## Organigramma societario

### Staff tecnico
- Roy Hodgson - Allenatore
- Ray Lewington - Vice allenatore
- David Moss - Allenatore Primavera
- Steve Kember - Capo degli osservatori
- George Wood - Preparatore dei portieri
- Scott Guyett - Preparatore atletico
- Bill Jasper - Massaggiatore
- Alex Manos - Fisioterapista

## Rosa
Aggiornata al 10 gennaio 2020.
| N. |                           | Ruolo | Calciatore          |
| -- | ------------------------- | ----- | ------------------- |
| 2  | Inghilterra (bandiera)    | D     | Joel Ward           |
| 3  | Paesi Bassi (bandiera)    | D     | Patrick van Aanholt |
| 4  | Serbia (bandiera)         | C     | Luka Milivojević    |
| 5  | Inghilterra (bandiera)    | D     | James Tomkins       |
| 6  | Inghilterra (bandiera)    | D     | Scott Dann          |
| 7  | Germania (bandiera)       | C     | Max Meyer           |
| 8  | Senegal (bandiera)        | C     | Cheikhou Kouyaté    |
| 9  | Ghana (bandiera)          | A     | Jordan Ayew         |
| 10 | Inghilterra (bandiera)    | C     | Andros Townsend     |
| 11 | Costa d'Avorio (bandiera) | A     | Wilfried Zaha       |
| 12 | Francia (bandiera)        | D     | Mamadou Sakho       |
| 13 | Galles (bandiera)         | P     | Wayne Hennessey     |
| 15 | Ghana (bandiera)          | D     | Jeff Schlupp        |
| 17 | Belgio (bandiera)         | A     | Christian Benteke   |

| N. |                        | Ruolo | Calciatore        |
| -- | ---------------------- | ----- | ----------------- |
| 18 | Scozia (bandiera)      | C     | James McArthur    |
| 19 | Irlanda (bandiera)     | P     | Stephen Henderson |
| 20 | Turchia (bandiera)     | A     | Cenk Tosun        |
| 21 | Inghilterra (bandiera) | A     | Connor Wickham    |
| 22 | Irlanda (bandiera)     | C     | James McCarthy    |
| 23 | Spagna (bandiera)      | C     | Víctor Camarasa   |
| 24 | Inghilterra (bandiera) | D     | Gary Cahill       |
| 30 | Inghilterra (bandiera) | P     | Dion Henry        |
| 31 | Spagna (bandiera)      | P     | Vicente Guaita    |
| 34 | Inghilterra (bandiera) | D     | Martin Kelly      |
| 35 | Inghilterra (bandiera) | D     | Sam Woods         |
| 40 | Inghilterra (bandiera) | C     | Brandon Pierrick  |
| 44 | Paesi Bassi (bandiera) | D     | Jairo Riedewald   |